# Svenja Schulze
Svenja Schulze (Düsseldorf, 29 september 1968) is een Duitse politica van de Sozialdemokratische Partei Deutschlands (SPD). Sinds 8 december 2021 is zij bondsminister voor Economische Betrekkingen en Ontwikkelingssamenwerking in het kabinet-Scholz.

## Politieke loopbaan
Svenja Schulze is sinds 1988 lid van de SPD en was namens die partij jarenlang actief binnen de deelstaat Noordrijn-Westfalen. Op deelstaatniveau was ze onder meer voorzitter van de Jusos (de jongerenorganisatie van de SPD) en lid van het partijbestuur (1996–2002 en 2006–2018). In 1997 nam ze zitting als parlementslid in de Landdag van Noordrijn-Westfalen, waar ze aanvankelijk zetelde tot 2000 en later, tussen 2004 en 2018, opnieuw.
Op 15 juli 2010 werd Schulze benoemd tot minister van Innovatie, Wetenschap en Onderzoek in de deelstaatregering van Noordrijn-Westfalen, die onder leiding stond van minister-president Hannelore Kraft. Zij bekleedde deze functie gedurende het kabinet-Kraft I (2010–2012) en het daaropvolgende kabinet-Kraft II (2012–2017). Tussen juni 2017 en maart 2018 was ze secretaris-generaal van de SPD in Noordrijn-Westfalen.
Schulze stapte in maart 2018 over naar de landelijke politiek in Berlijn, om bondsminister van Milieu, Natuurbescherming en Nucleaire Veiligheid te worden in het kabinet-Merkel IV. Ze behield dit ambt tot in december 2021 een nieuwe bondsregering aantrad onder leiding van Olaf Scholz. In dit kabinet, het kabinet-Scholz, werd Schulze verantwoordelijk voor het ministerie voor Economische Betrekkingen en Ontwikkelingssamenwerking. Sinds de verkiezingen van 2021 is ze lid van de Bondsdag.
- Gemeinsame Normdatei: 142951315
- Virtual International Authority File: 160075967
- WorldCat: E39PBJht7JycqgGCGkRbQbKyBP